# 国貿駅 (北京市)
国貿駅（こくぼう-えき）は、中華人民共和国北京市朝陽区にある、北京地下鉄の駅。

## 乗り入れ路線
1号線と10号線が乗り入れ、接続駅となっている。

## 歴史
計画時の仮称は「大北窯駅」（中国語：大北窑站）であった。
- 1999年9月28日 - 復八線（後の1号線）開業。
- 2000年6月28日 - 西単駅 - 天安門西駅間が開通し、復八線は1号線の一部になる。
- 2008年7月19日 - 10号線開業。乗換駅となる。
- 2017年7月9日 - 1号線ホームにおいて可動式ホーム柵の併用開始[3]。

## 駅構造
地下駅。1号線は建国門外大街（国貿橋の西側）の地下に、10号線は北京三環路の地下に位置する。
1号線の施設は全長213.5m、幅21.8m、深さ16.85mの大きさがある。地下1階が改札階、地下2階がホーム階である。ホームは島式1面2線を有する。
10号線は地下2階が改札階、地下3階がホーム階である。ホームは島式1面2線を有する。ホーム南側は国貿橋と1号線施設の荷重に耐える為ホーム中央部分に壁があり、単式ホームを隣り合わせにしたような構造である。

### のりば
両路線ともに案内上ののりば番号は設定されていない。
| 1号線ホーム (B2F)  | 1号線ホーム (B2F) | 1号線ホーム (B2F)            |
| ------------------ | ----------------- | ---------------------------- |
| 西方向             | 1号線             | 王府井・復興門・苹果園方面   |
| 東方向             | 1号線             | 大望路・四恵・四恵東方面     |
| 10号線ホーム (B3F) |                   |                              |
| 内回り             | 10号線            | 双井・宋家荘・草橋方面       |
| 外回り             | 10号線            | 金台夕照・三元橋・北土城方面 |

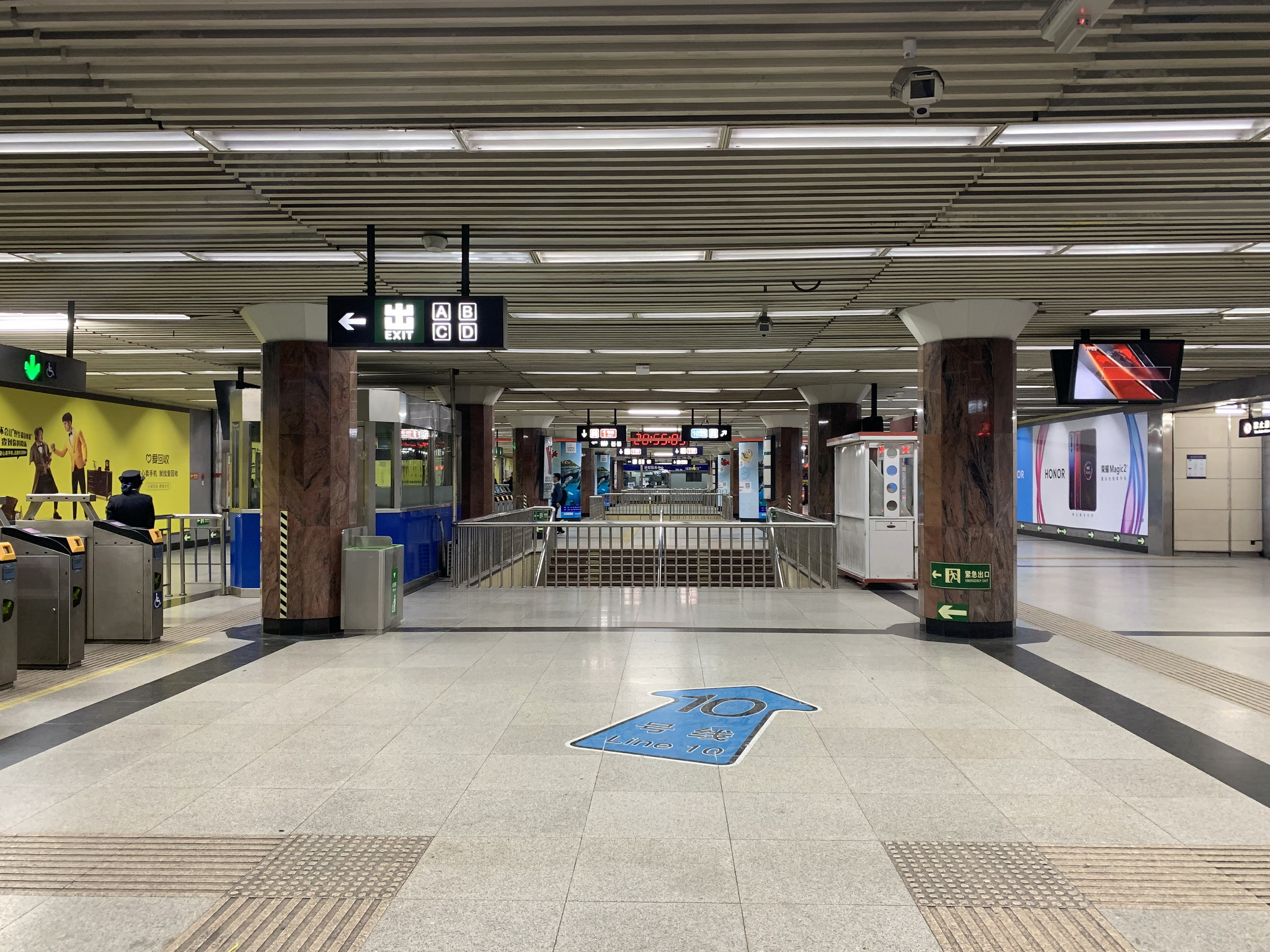
1号線改札階コンコース
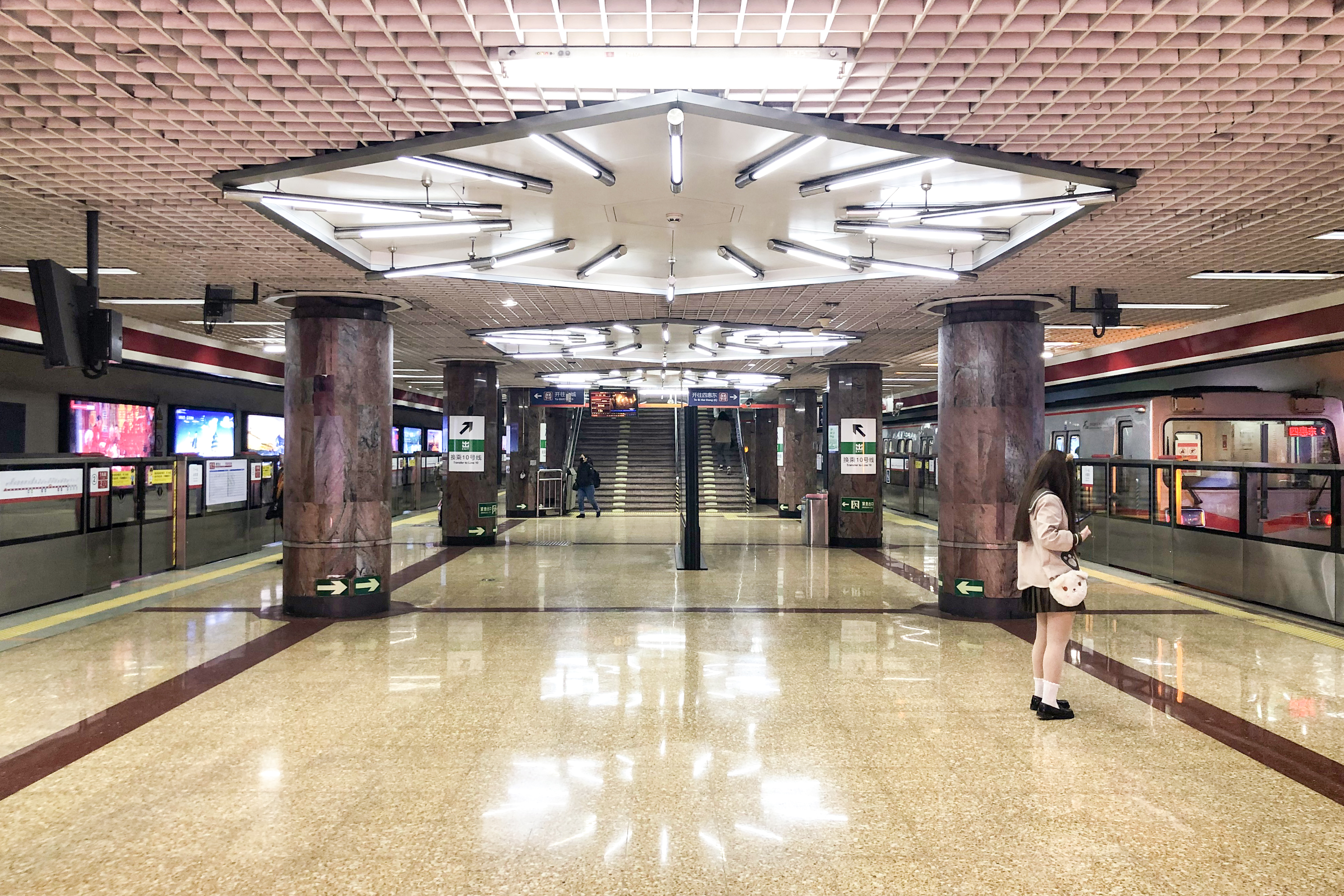
1号線ホーム
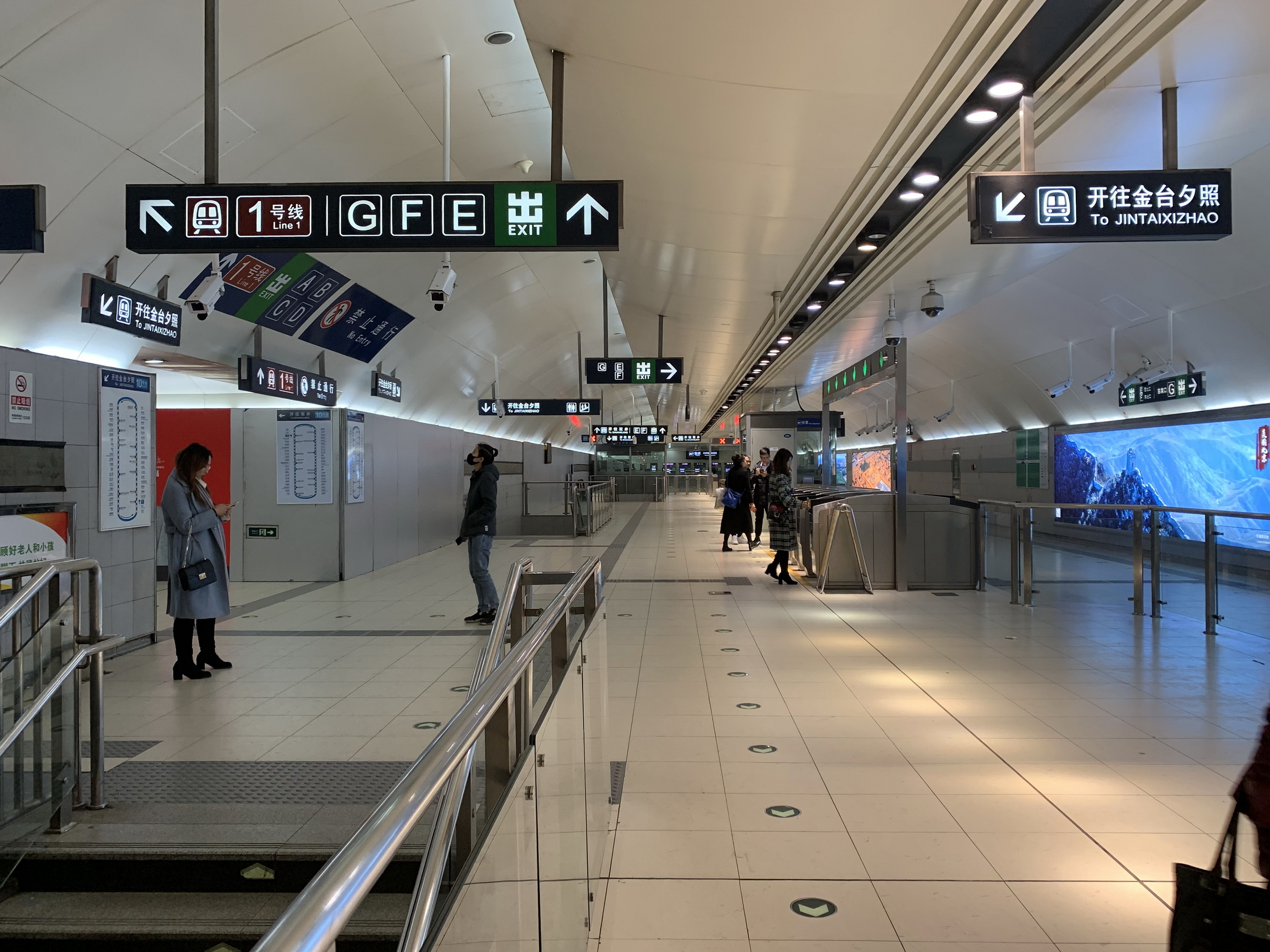
10号線改札階コンコース
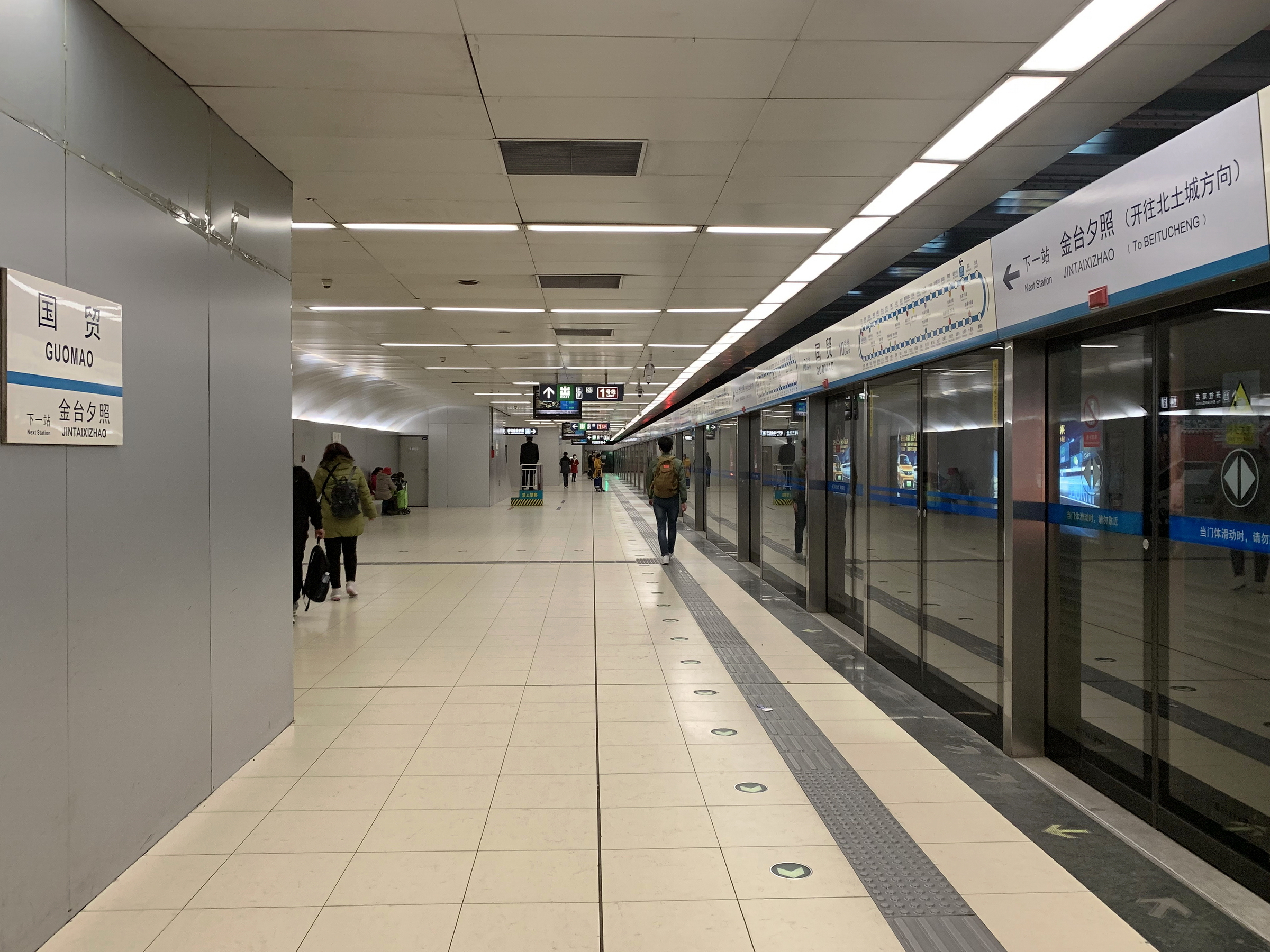
10号線ホーム

## 駅周辺

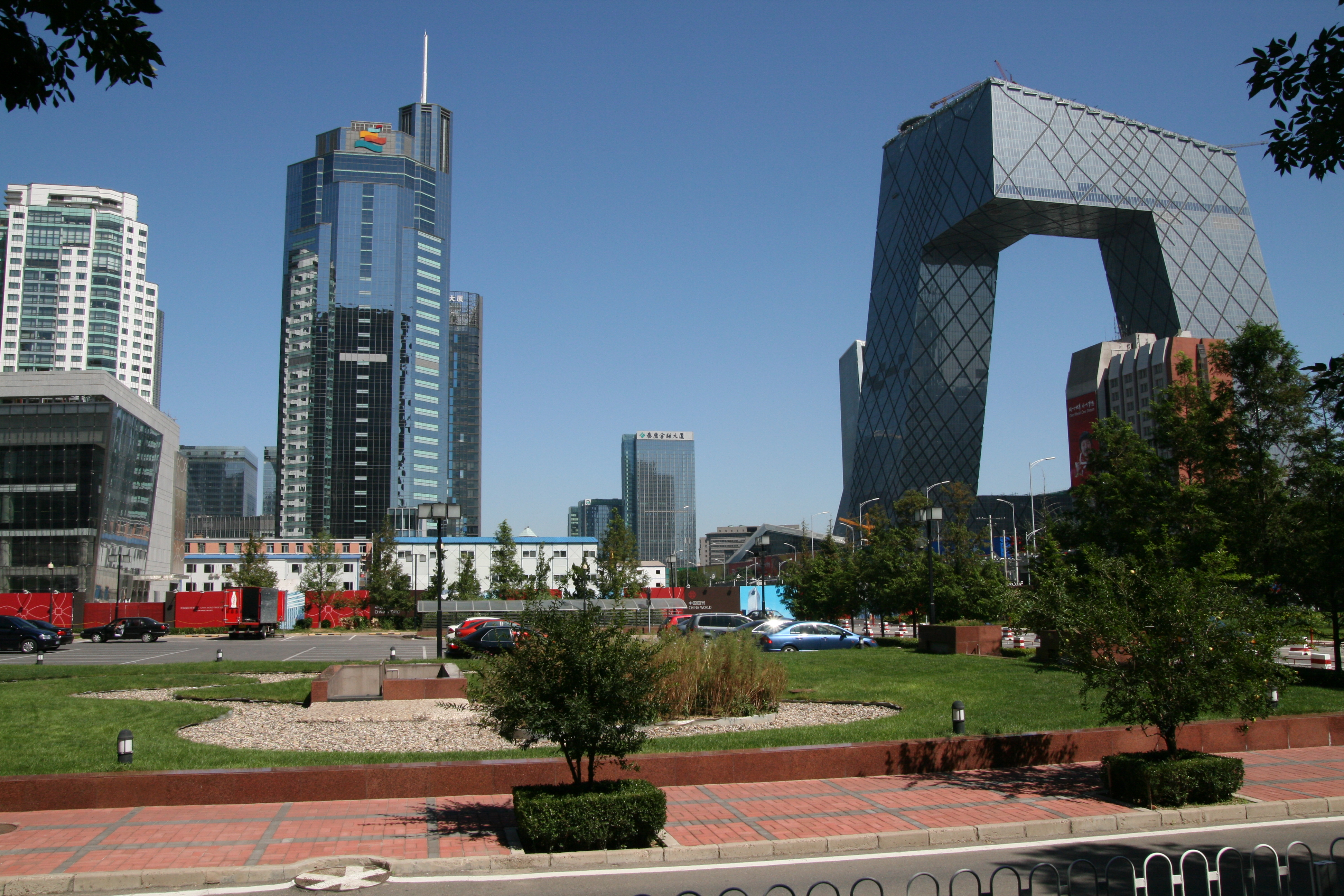
北京商務中心区（北京CBD）の街並み

- 中国国際貿易センター
- 中国国際展覽中心（中国語版）（老館）
- 中国大飯店（中国語版）
- 国貿飯店
- 京倫飯店（中国語版）
- 建外SOHO（中国語版）
- 中服大廈
- 恵普大廈
- 招商局
- 北京市仲裁委員会
- 北京テレビセンター
- 北京銀泰センター
- 北京二十二院街技術区
- 中環世貿中心
- 北京日本文化中心
- 北京IFC大厦
- 中基新東方写字楼

## 隣の駅
北京地下鉄
 1号線
永安里駅 - 国貿駅 - 大望路駅
 10号線
金台夕照駅 - 国貿駅 - 双井駅